# Rosario Nadal
María del Rosario Nadal i Fuster de Puigdorfila (Palma, 22 d'octubre de 1968), també coneguda com la Princesa de Preslav, és una assessora espanyola, directora d'art i model. Va ser mussa del dissenyador Valentino, i treballa com a assessora independent per a col·leccionistes d'art privat i vicedirectora del museu Jumex de Ciutat de Mèxic. És membre de la família reial búlgara des del seu casament amb Kyril, Príncep de Preslav, de qui es va separar el 2009.
Rosario va néixer a Palma. Filla d'Isabel Fuster de Puigdórfila i Villalonga i Miguel Nadal i Bestard. Membre de la noblesa espanyola de naixement, és la neta de Joaquin de Puigdorfila i Zaforteza Va estudiar al Col·legi Mare Alberta. de Palma. Va anar a estudiar Belles Arts al Richmond College de Londres.
El 1989, Rosario va treballar a Christie's a Londres i a galeries d'art italià. Més tard va començar com a assessora d'art contemporani i assessora independent a col·leccionistes d'art privat i va establir la seva empresa pròpia, RSC Contemporani. La dècada dels 90, va servir com a musa al dissenyador italià Valentino Garavani i va ser model de les seves campanyes. Ha estat portada de revistes com Vanity Fair a Espanya i Vogue Espanya.
A principis de l'any 2000 es va convertir en l'assessora d'art personal d'Eugenio López Alonso, home de negocis mexicà. El 2013 Rosario i Vicente Todolí varen llançar el Jumex Museu dins Ciutat de Mèxic mentre part del Colección Jumex, de la que és vicedirectora. Rosario també posseeix i dirigeix Arar Producciones Rurales SL, una empresa espanyola que conrea llegums.
Rosario es va casar amb Kyril, Príncep de Preslav, el fill de Tsar Simeó II de Bulgària i Donya Margarita Gómez-Acebo y Cejuela, el 15 de setembre de 1989 en una cerimònia ortodoxa Oriental a la capella de Santa Aina del Palau de l'Almudaina de Palma. Al casament varen assistir membres de la família reial espanyola. Té tres filles: la princesa Mafalda-Cecilia, Olimpia, i Tassilo. Rosario i el príncep Kyril es varen separar l'octubre de 2009 tot i que no estan divorciats i l'acompanya a alguns actes oficials.
El 2025 fou inclosa a la llista Forbes de les 50 dones més influents de les Balears.